# Evelyn Ashford
Evelyn Ashford (Shreveport, Louisiana, 15. travnja 1957.), američka atletičarka, bivša svjetska rekorderka i olimpijska pobjednica na 100 m s Igara u Los Angelesu 1984 i trostruka olimpijska pobjednica u štafeti 4 x 100 m.
Svijet ju je upoznao na Olimpijskim igrama u Montrealu, 1976., gdje, kao 19-godišnjakinja, zauzima 5. mjesto u finalu utrke na 100 m i, za Amerikanke, razočaravajuće 7. mjesto u štafeti 4 x 100 m.
Zbog apsolutne dominacije u utrkama na 100 i 200 m tijekom 1979. godine, gdje npr. na Svjetskom atletskom kupu u Montrealu briljira pobjeđujući prvo na 200 m svjetsku rekorderku istočnonjemačku Maritu Koch, a idući dan, na 100 m, također svjetsku rekorderku i, također istočnu Njemicu, Marlies Gohr, Evelyn Ashford je bila najveći sprinterski favorit na predstojećim moskovskim olimpijskim igrama 1980. godine, ali ih je morala propustiti zbog bojkota.
I tijekom 1981. godine Ashfordova dominira utrkama na 100 i 200 m na atletskim mitinzima i na Svjetskom kupu u atletici.
Te je godine bila toliko dominantna da je proglašena najboljom sportašicom svijeta za 1981. godinu (u muškoj konkurenciji izabran je britanski atletičar Sebastian Coe).
Dana 3. srpnja 1983., na razrijeđenom zraku u visinama Colorado Springsa, Evelyn Ashford postavlja svoj prvi svjetski rekord na 100 m - 10.79 sec. Zbog toga se i očekivao njen trijumf na Prvom svjetskom prvenstvu u atletici (održanom u kolovozu 1983. u Helsinkiju), ali se u finalu utrke na 100 m ozlijedila i odustala. Zato svoju sprintersku dominaciju potvrđuje iduće godine na Olimpijskim igrama gdje kao apsolutni favorit, s 10.97 sec, pobjeđuje na 100 m, te osvaja i zlatnu medalju štafeti.
Pošto te, 1984., godine na Olimpijskim igrama nisu sudjelovali sportaši istočnog bloka, među kojima su sprinterke iz bivšeg DDR-a bile najljuće suparnice Ashfordovoj, spočitavalo joj se da je zlatnu medalju na 100 m osvojila u "okrnjenoj" konkurenciji, što joj, naravno, nije bilo drago. Zato je jedva dočekala, postolimpijski, Atletski miting u Zürichu, u Švicarskoj, održan 22. kolovoza 1984., gdje u direktnom duelu s istočnonjemačkim atletičarkama, posebno s njihovom najboljom stometrašicom, svjetskom prvakinjom iz Helsinkija 1983. i bivšom svjetskom rekorderkom Marlies Göhr pobjeđuje, postavljajući novi svjetski rekord na 100 m - 10.76 sec.
Na Olimpijskim igrama u Seoulu 1988. godine morala je priznati nadmoć nove kraljice svjetskog sprinta, famozne, nažalost ranoumrle, Florence Griffith Joyner i osvaja srebrnu medalju na 100 m, te zlatnu u štafeti 4 x 100m.
Kao 35-godišnjakinja, svoje je olimpijske nastupe okončala na Olimpijskim igrama u Barceloni, 1992. godine, gdje ne uspijeva ući u finale na 100 m, ali osvaja svoju treću uzastopnu zlatnu medalju u štafeti, te tako zaključuje svoju veliku karijeru s četiri zlatne i jednom srebrnom olimpijskom medaljom.

## Karijera
- 1984. - OI, 2 zlatne medalje (100 m, i štafeta 4 x 100 m)
- 1988. - OI, 1 zlatna medalja (štafeta 4 x 100 m) i 1 srebrna medalja (100 m)
- 1992. - OI, 1 zlatna medalja (štafeta 4 x 100 m)

## Osobni rekordi
- 100 m: 10.76 sec (1984., tada svjetski rekord)
- 200 m: 21.83 sec (1979.)
- 400 m: 51.08 (1979.)
- Štafeta 4x100 m: 41.98 sec (1988.)